# Francky Mbotto
Francky Mbotto, född 2 september 1997, är en friidrottare från Centralafrikanska republiken. Han deltog vid olympiska sommarspelen 2016 och olympiska sommarspelen 2020.